# Pizza Celentano

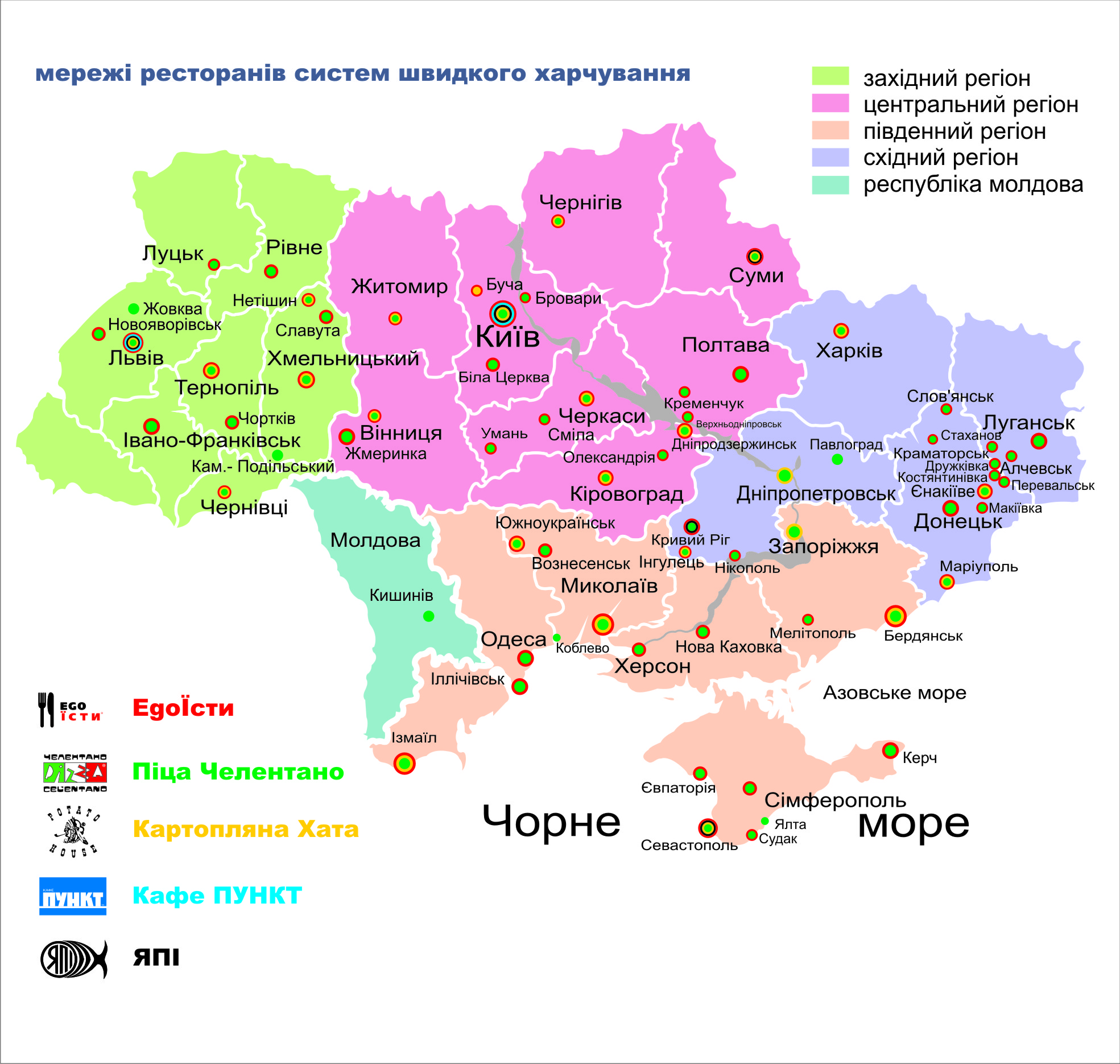
Mappa dei ristoranti della catena

Pizza Celentano è una catena di pizzerie a servizio rapido in franchising in Ucraina. È stata fondata nel 1998 a Leopoli. Ci sono oltre 150 ristoranti in Ucraina al 2018.
Le postazioni tipiche includono autostrade, aeroporti, stazioni ferroviarie, strade alte, centri commerciali e fiere. Sono vendute solo pizze intere con un numero variabile di condimenti (alcuni fissi, alcuni stagionali, alcuni speciali), insieme a fette di pizza, calzoni e altri prodotti come bibite, insalate e dessert. I prodotti possono essere consumati nel ristorante o da asporto.

## Controversie
Il marchio "Pizza Celentano" richiama il noto cantante italiano Adriano Celentano, il quale ha ripetutamente espresso insoddisfazione per l'uso del suo cognome a fini commerciali, compresa questa catena di ristoranti. Quando Pizza Celentano ha aperto i suoi locali anche in Moldavia, il cantante fece causa all'azienda per aver usato il suo nome nel marchio, ma perse perché lo stesso non menziona né il nome "Adriano" né i marchi registrati "Clan Celentano" e "Adriano Celentano".